# Neith Boyce

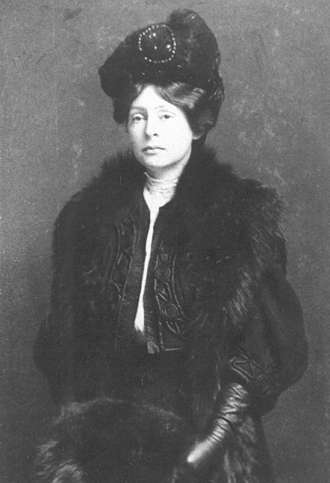
Neith Boyce

Neith Boyce (* 21. März 1872 in Franklin (Indiana); † 2. Dezember 1951 in Richmond (New Hampshire), Cheshire County) war eine US-amerikanische Schriftstellerin, Bühnenautorin und Journalistin.

## Leben
Neith, die Tochter von Henry Harrison Boyce und dessen Ehefrau Mary Boyce, besuchte in ihrem Geburtsort ein alternatives College. Daneben bildete sich das Mädchen zu Hause in der Bibliothek der Eltern weiter. In den 1880er Jahren wohnte die Familie in Los Angeles. Der Vater gehörte zu den Gründern der Los Angeles Times. Neith versuchte sich mit ersten kleinen Texten, die der Vater in genanntem Blatt und in anderen Zeitungen in Kalifornien abdrucken ließ. Ab 1891 kam die Unterstützung von Seiten der Mutter hinzu. Diese gab in Boston Magazine heraus und half der Tochter bei der Veröffentlichung weiterer Arbeiten. In den 1890er Jahren wirkte die Mutter in New York und wohnte mit der Tochter in Greenwich Village. Dort lernte Neith den Autor und Journalisten Hutchins Hapgood (1869–1944) kennen. Das Paar heiratete 1899 und bekam mit den Jahren vier Kinder.
Zu den Freunden des Hauses in Greenwich gehörten Djuna Barnes, Alfred Stieglitz, Georgia O’Keeffe, Carl Van Vechten, Gertrude Stein, Mabel Dodge Luhan, John Reed, Margaret Sanger, Susan Glaspell, John Dos Passos und Mina Loy.
Neith Boyce war eine produktive Autorin. Neben den bis 1908 mit Erfolg publizierten Romanen erschienen in US-amerikanischen Magazinen bis 1920 Dutzende von Kurzgeschichten. Ihre Stücke wurden stets in dem Theater Provincetown Players an der Spitze von Cape Cod uraufgeführt.

## Werk (Auswahl)
Romane
- 1896 The Chap-Book
- 1903 The Forerunner
- 1906 The Folly of Others
- 1906 Eternal Spring
- 1908 The Bond
- 1923 Proud Lady
- 1923 Harry: A Portrait

Stücke
- 1914 Constancy
- 1916 Enemies
- 1916 Two Sons
- 1928 Winter’s Night